# Post-YBAs
Post-YBAs fait référence aux artistes britanniques émergeant dans les années 2000 après les Young British Artists.
Les artistes post-YBA incluent Tim Noble et Sue Webster, Carey Young, Oliver Payne et Nick Relph, David Thorpe, Eva Rothschild, Mike Nelson, Darren Almond et Jeremy Deller.
Selon Matthew Higgs, la victoire de Simon Starling du prix Turner en 2005 reflète une sensibilité post-YBA qui est plus modestement matérielle et formelle qu'axée sur le spectacle. Enrico David a puisé dans une vogue post-YBA pour l'artisanat. La génération post-YBA a également été associée à l'art néo-conceptuel avec une pointe politique.
Les artistes associés aux post-YBA incluent Martin Maloney.